# Giro dell'Etna 2003
Il Giro dell'Etna 2003, ventesima edizione della corsa, si svolse l'11 marzo 2003, per un percorso totale di 199,4 km. Venne vinto dall'italiano Filippo Pozzato che terminò la gara in 5h11'25". La gara era inserita nel calendario UCI, come evento di categoria 1.3.

## Ordine d'arrivo (Top 10)
| Pos. | Corridore           | Squadra                | Tempo    |
| ---- | ------------------- | ---------------------- | -------- |
| 1    | Filippo Pozzato     | Fassa Bortolo          | 5h11'25" |
| 2    | Biagio Conte        | Formaggi Pinzolo Fiavé | s.t.     |
| 3    | Mario Manzoni       | Mercatone Uno          | s.t.     |
| 4    | Miguel Perdiguero   | Domina Vac.            | s.t.     |
| 5    | Enrico Cassani      | Alessio                | s.t.     |
| 6    | Giuseppe Palumbo    | De Nardi               | s.t.     |
| 7    | Ruggero Marzoli     | Alessio                | s.t.     |
| 8    | Paolo Bossoni       | Sidermec               | s.t.     |
| 9    | Mychajlo Chalilov   | Colombia               | s.t.     |
| 10   | Maximilian Sciandri | Lampre                 | s.t.     |